# 尾中蘆山
尾中 蘆山（おなか ろざん、1893年（明治26年）‐1963年（昭和38年））は大正時代から昭和時代の日本画家。

## 来歴
水野年方及び鏑木清方の門人。本名は鹿次郎。蘆山または盧山と号した。1893年、福岡県遠賀郡芦屋町に生まれる。その後、6歳の時に遠賀郡中間村へ転居した。小学校卒業後、東京美術学校通信予科を修了する。上京してまず水野年方に入門、後に清方に師事している。
蘆山は寺島紫明や西田青坡とあわせて、清方門下の三羽烏と評されていた。また、紫明、青坡のほか、門井掬水などとよく交流しており、常に清方の傍にいたといわれる。清方門下らによる郷土会展には1918年の第4回展に「盆踊り」を、1924年の第9回展に「新生」を出品したことが知られている。その間、1922年、平和記念東京博覧会に「夕化粧」という作品を出品、昭和初期には帰郷して画業に専念している。1936年、博多港記念博覧会に「土の春」を招待出品している。その後、1943年から終戦までの間、県立東筑中学校の教師を務めている。1963年、享年、数えで71。没後、芦屋町書画家遺墨展において蘆山の作品が展示された。